# Sporebaldrian
Sporebaldrian (Centranthus) er en slægt med ca. 10 arter, der er udbredt i Makaronesien, Nordafrika, Mellemøsten, Kaukasus og det sydlige og vestlige Europa. Det er én- eller flerårige, urteagtige planter med en opstigende, buskagtigt forgrenet vækstform. Stænglerne er hårløse og bærer modsatstillede blade, som er hele og helrandede til fjersnitdelte. Ofte er både stængler og blade blågrønne, for di de er dækket af et tyndt vokslag. Blomsterne er samlet i endestillede duske, der består af svikler. Blomsterne er 5-tallige med sammenvoksede kronrør og let uregelmæssige kroner. Kronbladene er røde, lyserøde eller hvide. Frugterne har hver kun et frø.
| Beskrevne arter |

- Smalbladet sporebaldrian (Centranthus angustifolius)
- Portugisisk sporebaldrian (Centranthus calcitrapae)
- Sommerbaldrian (Centranthus macrosiphon)
- Rød sporebaldrian (Centranthus ruber)

| Andre arter |

- Centranthus angustifolius
- Centranthus lecoqii
- Centranthus longiflorus
- Centranthus nevadensis
- Centranthus trinervis